# Groupe Rubuye Aviation
Groupe Rubuye Aviation is een Congolese luchtvaartmaatschappij met haar thuisbasis in Kinshasa.

## Geschiedenis
Groupe Rubuye Aviation is opgericht in 2006 door de Groupe Rubuye.

## Vloot
De vloot van Groupe Rubuye Aviation bestaat uit:(april 2007)
- 1 Antonov AN-12T
- 1 Antonov AN-24V